# 清华大学新闻与传播学院
清华大学新闻与传播学院，简称新闻学院、新传学院，是清华大学直属的一个学院，前身是1985年创建的中文系编辑学方向和1998年创建的传播系。主要研究新闻学、传播学、国际传播、影视传播、新媒体传播、媒介经营与管理等。

## 历史
- 1985年，清华大学中文系建立了编辑学方向。
- 1998年，在清华大学人文学院创建传播系。
- 1999年，成立国际传播研究中心。
- 2001年，开始招收新闻学专业本科生。[3]
- 2001年10月，成立新媒体传播研究中心和影视传播研究中心。
- 2002年4月21日，清华大学新闻与传播学院成立大会举行。
- 2003年，设立传播学博士点。
- 2020年5月，取消本科生招生[4]。

## 机构
- 清华大学文化产业研究中心
（教育部哲学社会科学创新基地）
（文化部国家文化产业研究中心）
- 清华大学国际传播研究中心
- 清华大学马克思主义新闻学与新闻教育改革研究中心

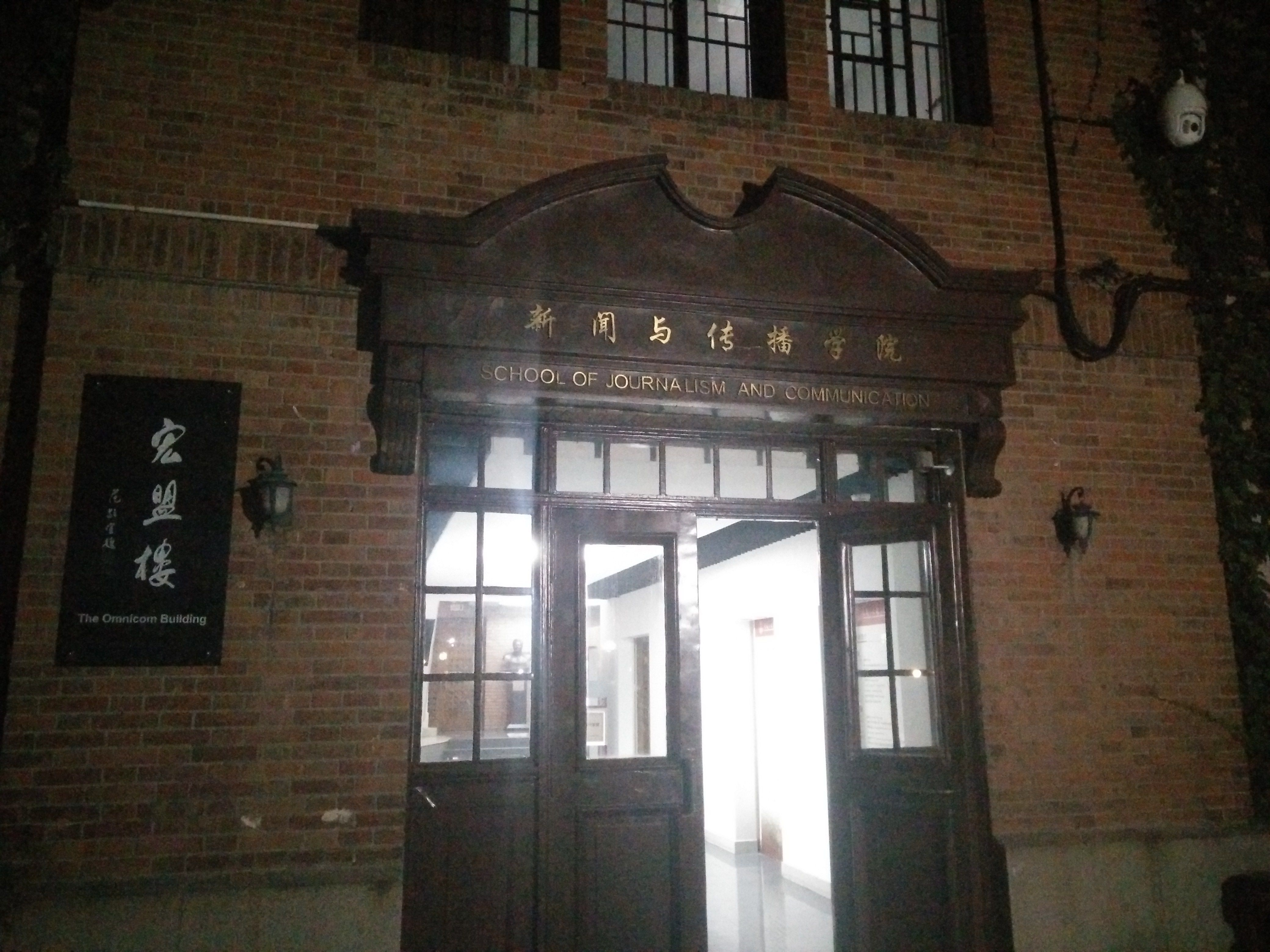
清华大学新闻与传播学院（宏盟楼）

- 清华大学新媒体传播研究中心
- 清华大学影视传播研究中心
- 清华大学媒介经营与管理研究中心
- 清华大学未来媒体实验室